# Friedrich Jacobs
Pour les articles homonymes, voir Jacobs.
Christian Friedrich Wilhelm Jacobs (né le 6 octobre 1764 à Gotha, mort le 30 mars 1847 dans la même ville) est un philologue classique, numismate et écrivain allemand.

## Biographie
Jacobs étudie dès 1781 la philologie et la théologie à Iéna et Göttingen et devient professeur en 1785 dans sa ville natale. En 1802, il a également un emploi à la bibliothèque publique locale. En 1807, il vient à Munich, où il est professeur de littérature classique et précepteur de Louis de Bavière. Il est élu membre de la classe philologique et historique de l'Académie bavaroise des sciences.
Notamment en raison de l'hostilité qu'il éprouve dans la Bavière catholique parce qu'il vient du duché de Saxe-Gotha protestant, il revient à Gotha en 1810, malgré une proposition de poste à l'université Humboldt de Berlin qui ouvre ses portes. Il sera jusqu'à sa mort bibliothécaire principal et directeur de la collection numismatique. L'Académie bavaroise des sciences le nomme correspondant.
Jacobs est un professeur populaire et un écrivain prolifique. Dans sa traduction des discours politiques de Démosthène en 1805, il explicite des idées contre la domination de Napoléon. De 1798 à 1814, il participe à l'édition de l'Anthologie grecque. Il commente les œuvres de Jean Stobée, Euripide, Athénée de Naucratis et l'Iliaka de Jean Tzétzès.
Son fils cadet Paul Emil Jacobs sera peintre.